# Saison 1963-1964 de la Jeunesse sportive de Kabylie
Maillots
Chronologie
Saison précédente Saison suivante
Cet article traite de la saison 1963-1964 de la Jeunesse sportive de Kabylie. Les matchs se déroulent essentiellement en Division Honneur, mais aussi en Coupe d'Algérie.
Il s'agit de sa deuxième saison depuis l'indépendance de l'Algérie, soit sa douzième saison sportive si l'on prend en compte les dix précédentes qui eurent lieu durant l'époque coloniale.

## Contexte historique et footballistique

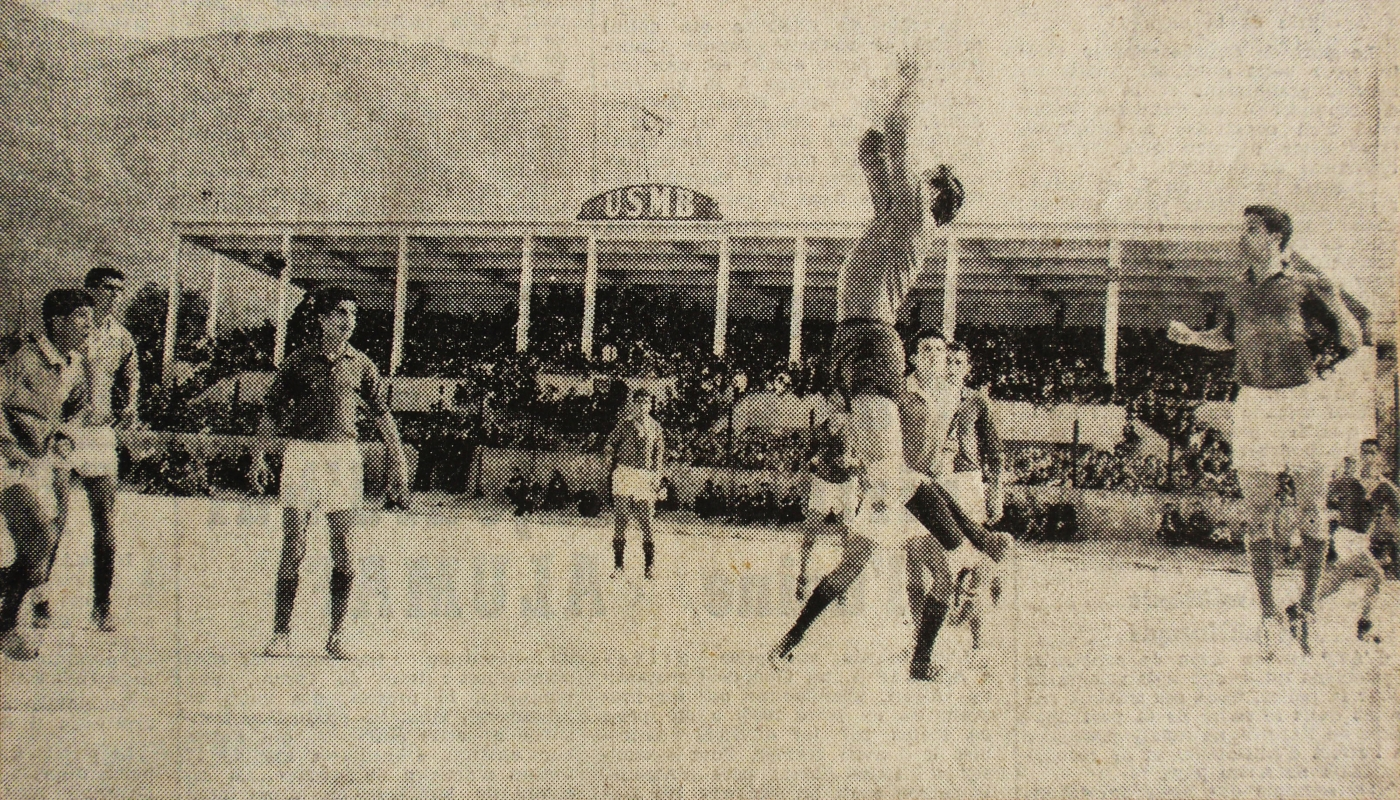
Action de jeu durant le match de Division d'Honneur opposant l'USM Blida à la JS Kabylie au stade Brakni, le 22 avril 1964.

### La Division Honneur 1963-1964
Le football algérien lors de la saison 1963-1964 connait un changement majeur dans l'organisation de ses championnats. Celui-ci procède à l'instauration d'une nouvelle division appelée "Division Honneur" délaissant le système complexe des critériums régionaux. Ainsi, une nouvelle hiérarchisation du football algérien apparaît, elle est composée de cinq niveaux que sont les championnats de la Division Honneur, de la Promotion Honneur, de la 1re division, de la 2e division et de la 3e division.
La détermination du groupe de la Division Honneur s'effectue en fonction des classements obtenus par les clubs dans les différents groupes lors de la phase de groupe de la saison précédente. Ainsi nous avons pour le groupe centre géré par la Ligue d'Alger de football les premiers, deuxièmes et troisièmes de chacun des cinq groupes du Critérium Honneur de la saison passée, plus une équipe repêchée des barrages à l'issue lors d'un tournoi.
De plus le système du maintien et de la relégation tel qu’il avait été arrêté, va permettre pour cette deuxième saison, d’avoir un championnat en phase aller et retour constitué: d'un groupe de seize clubs pour la région centre, d'un groupe de dix-sept clubs pour la région ouest et de deux groupes de huit clubs chacun pour la région Est
Au terme de la compétition les vainqueurs de chacun des trois groupes, plus le deuxième de la région Est (car le tournoi final aura lieu à Constantine) s'affronteront pour le titre de champion d'Algérie de football.

## Championnat d'Algérie: Division Honneur (1963-1964)

### Calendrier du Groupe Centre de la Division Honneur
| Phase aller       | Match 1     | Match 2   | Match 3    | Match 4   | Match 5   | Match 6    | Match 7    | Match 8   | Phase retour    |
| ----------------- | ----------- | --------- | ---------- | --------- | --------- | ---------- | ---------- | --------- | --------------- |
| 15 septembre 1963 | ASPTT-USMB  | SG-ASO    | NAHD-JSEB  | OMSE-JSK  | USMMC-MCA | USMA-OMR   | USMM-RCA   | CRB-WAB   | 2 février 1963  |
| 22 septembre 1963 | ASPTT-OMR   | ASO-JSEB  | MCA-CRB    | NAHD-OMSE | RCA-SG    | USMA-USMMC | USMB-USMM  | JSK-WAB   | 9 février 1963  |
| 29 septembre 1963 | ASO-ASPTT   | CRB-OMR   | OMSE-JSEB  | JSK-USMM  | MCA-RCA   | USMMC-NAHD | SG-USMB    | WAB-USMA  | 16 février 1963 |
| 6 octobre 1963    | ASPTT-JSK   | ASO-MCA   | JSEB-CRB   | RCA-NAHD  | OMSE-SG   | USMA-USMM  | USMB-USMMC | OMR-WAB   | 1er mars 1964   |
| 13 octobre 1963   | JSEB-ASPTT  | JSK-ASO   | CRB-OMSE   | MCA-OMR   | NAHD-USMA | USMMC-RCA  | SG-USMM    | WAB-USMB  | 8 mars 1964     |
| 20 octobre 1963   | ASPTT-NAHD  | ASO-RCA   | JSK-CRB    | USMM-JSEB | OMR-SG    | OMSE-USMMC | USMB-USMA  | WAB-MCA   | 15 mars 1964    |
| 27 octobre 1963   | USMMC-ASPTT | OMR-ASO   | USMM-CRB   | JSEB-MCA  | USMA-JSK  | SG-NAHD    | RCA-USMB   | WAB-OMSE  | 22 mars 1964    |
| 10 octobre 1963   | ASPTT-OMSE  | ASO-USMM  | SG-CRB     | RCA-JSEB  | JSK-USMB  | MCA-USMA   | OMR-NAHD   | USMMC-WAB | 5 avril 1964    |
| 17 octobre 1963   | RCA-ASPTT   | ASO-USMMC | CRB-USMB   | JSEB-USMA | NAHD-JSK  | OMSE-MCA   | USMM-OMR   | WAB-SG    | 12 avril 1964   |
| 1er décembre 1963 | ASPTT-SG    | USMA-ASO  | RCA-CRB    | OMR-JSK   | MCA-NAHD  | USMB-OMSE  | USMM-USMMC | JSEB-WAB  | 19 avril 1964   |
| 22 décembre 1963  | ASO-OMSE    | USMA-CRB  | SG-JSEB    | RCA-JSK   | MCA-USMM  | USMB-NAHD  | USMMC-OMR  | WAB-ASPTT | 3 mai 1964      |
| 29 décembre 1963  | ASPTT-USMA  | ASO-USMB  | CRB-USMMC  | JSK-JSEB  | SG-MCA    | NAHD-USMM  | OMSE-OMR   | WAB-RCA   | 10 mai 1964     |
| 12 janvier 1964   | ASPTT-USMM  | CRB-ASO   | JSEB-USMB  | JSK-MCA   | RCA-OMR   | OMSE-USMA  | USMMC-SG   | NAHD-WAB  | 17 mai 1964     |
| 19 janvier 1964   | ASPTT-CRB   | ASO-NAHD  | OMR-JSEB   | JSK-USMMC | USMB-MCA  | RCA-OMSE   | USMA-SG    | USMM-WAB  | 24 mai 1964     |
| 26 janvier 1964   | MCA-ASPTT   | NAHD-CRB  | JSEB-USMMC | SG-JSK    | USMB-OMR  | OMSE-USMM  | RCA-USMA   | WAB-ASO   | 31 mai 1964     |

### Phase aller du Groupe Centre de la Division Honneur
| Dates             | Journées    | Adversaires       | Lieux des rencontres              | Scores | Buts JSK                            | Références           |
| ----------------- | ----------- | ----------------- | --------------------------------- | ------ | ----------------------------------- | -------------------- |
| 22 septembre 1963 | 1re journée | OM Saint-Eugène   | Stade Omar-Hamadi (Bologhine)     | 0-0    | -                                   | [ Rapport match 1 ]  |
| 29 septembre 1963 | 2e journée  | WA Boufarik       | Stade Oukil-Ramdane (Tizi Ouzou)  | 0-4    | -                                   | [ Rapport match 2 ]  |
| 6 octobre 1963    | 3e journée  | USM Marengo       | Stade Oukil-Ramdane (Tizi Ouzou)  | 0-0    | -                                   | [ Rapport match 3 ]  |
| 13 octobre 1963   | 4e journée  | ASPTT Alger       | Stade Ferhani (Alger)             | 1-1    | Zeghdoud 10e                        | [ Rapport match 4 ]  |
| 20 octobre 1963   | 5e journée  | AS Orléansville   | Stade Oukil-Ramdane (Tizi Ouzou)  | 3-2    | Ouahabi 35e, Kouffi 58e, Moussa 80e | [ Rapport match 5 ]  |
| 27 octobre 1963   | 6e journée  | CR Belcourt       | Stade Oukil-Ramdane (Tizi Ouzou)  | 0-3    | -                                   | [ Rapport match 6 ]  |
| 3 novembre 1963   | 7e journée  | USM Alger         | Stade Omar-Hamadi (Bologhine)     | 3-2    | Merad 60e (pen.), Moussa 66e        | [ Rapport match 7 ]  |
| 17 novembre 1963  | 8e journée  | USM Blida         | Stade Oukil-Ramdane (Tizi Ouzou)  | 1-1    | Kouffi II 35e                       | [ Rapport match 8 ]  |
| 24 novembre 1963  | 9e journée  | NA Hussein Dey    | Stade Mohamed-Zioui (Hussein-Dey) | 3-0    | -                                   | [ Rapport match 9 ]  |
| 8 décembre 1963   | 10e journée | OM Ruisseau       | Stade du 20-Août-1955 (Alger)     | 2-0    | -                                   | [ Rapport match 10 ] |
| 15 décembre 1963  | 11e journée | RC Arbaa          | Stade Ismaïl-Makhlouf (L'Arbaa)   | 0-2    | Lahari 57e et 88e                   | [ Rapport match 11 ] |
| 29 décembre 1963  | 12e journée | JS El Biar        | Stade Oukil-Ramdane (Tizi Ouzou)  | 1-0    | Lahari 73e                          | [ Rapport match 12 ] |
| 19 janvier 1964   | 13e journée | MC Alger          | Stade Oukil-Ramdane (Tizi Ouzou)  | 0-0    | -                                   | [ Rapport match 13 ] |
| 26 janvier 1964   | 14e journée | USM Maison-Carrée | Stade Oukil-Ramdane (Tizi Ouzou)  | 1-1    | Haouchine 78e                       | [ Rapport match 14 ] |
| 2 février 1964    | 15e journée | Stade Guyotville  | Stade de Guyotville (Aïn Benian)  | 0-2    | Hannachi 10e et 80e                 | [ Rapport match 15 ] |

### Classement à la trêve hivernale
Le classement est établi sur le même barème de points que durant l'époque coloniale, c'est-à-dire qu'une victoire vaut trois points, un match nul deux points et défaite à un point.
| Rang | Équipe            | Pts | J  | G  | N | P  | Bp | Bc | Diff |
| ---- | ----------------- | --- | -- | -- | - | -- | -- | -- | ---- |
| 1    | NA Hussein Dey    | 39  | 15 | 10 | 4 | 1  | 42 | 18 | +24  |
| 2    | USM Alger         | 38  | 15 | 9  | 5 | 1  | 34 | 10 | +24  |
| 3    | CR Belcourt       | 38  | 15 | 10 | 3 | 2  | 42 | 14 | +28  |
| 4    | USM Blida         | 35  | 15 | 8  | 4 | 3  | 26 | 14 | +12  |
| 5    | MC Alger          | 35  | 15 | 8  | 4 | 3  | 24 | 14 | +10  |
| 6    | OM Ruisseau       | 35  | 15 | 8  | 4 | 3  | 27 | 19 | +8   |
| 7    | WA Boufarik       | 32  | 15 | 7  | 3 | 5  | 25 | 17 | +8   |
| 8    | JS El Biar        | 35  | 15 | 5  | 5 | 5  | 20 | 17 | +3   |
| 9    | USM Marengo       | 30  | 15 | 6  | 3 | 6  | 21 | 22 | -1   |
| 10   | OM Saint-Eugène   | 30  | 15 | 5  | 5 | 5  | 16 | 20 | -4   |
| 11   | JS Kabylie        | 29  | 15 | 4  | 6 | 5  | 13 | 20 | -7   |
| 12   | USM Maison-Carrée | 25  | 15 | 3  | 4 | 8  | 21 | 28 | -7   |
| 13   | ASPTT Alger       | 25  | 15 | 3  | 4 | 8  | 19 | 32 | -13  |
| 14   | AS Orléansville   | 24  | 15 | 2  | 5 | 8  | 7  | 23 | -16  |
| 15   | RC Arba           | 18  | 15 | 0  | 3 | 12 | 17 | 47 | -30  |
| 16   | S Guyotville      | 17  | 15 | 0  | 2 | 13 | 6  | 44 | -38  |

Tournoi national final
Promotions
Barrage

### Phase retour du Groupe Centre de la Division Honneur
| Dates           | Journées    | Adversaires       | Lieux des rencontres               | Scores   | Buts JSK                        | Références           |
| --------------- | ----------- | ----------------- | ---------------------------------- | -------- | ------------------------------- | -------------------- |
| 16 février 1964 | 16e journée | OM Saint-Eugène   | Stade Oukil-Ramdane (Tizi Ouzou)   | 2-2      | El Kolli 54e, Khalfi 68e        | [ Rapport match 16 ] |
| 1er mars 1964   | 17e journée | WA Boufarik       | Stade Mohamed-Reggaz (Boufarik)    | 3-1      | Djezzar 35e                     | [ Rapport match 17 ] |
| 8 mars 1964     | 18e journée | USM Marengo       | -                                  | Victoire | [ A 2 ]                         | [ Rapport match 18 ] |
| 15 mars 1964    | 19e journée | ASPTT Alger       | Stade Oukil-Ramdane (Tizi Ouzou)   | 2-0      | Karamani , Ouahabi              | [ Rapport match 19 ] |
| 5 avril 1964    | 20e journée | AS Orléansville   | Stade Mohamed-Boumezrag (Chlef)    | 0-0      | -                               | [ Rapport match 20 ] |
| 12 avril 1964   | 21e journée | CR Belcourt       | Stade du 20-Août-1955 (Alger)      | 1-1      | Khalfi 17e                      | [ Rapport match 21 ] |
| 19 avril 1964   | 22e journée | USM Alger         | Stade Oukil-Ramdane (Tizi Ouzou)   | 3-1      | El Kolli 51e 89e, Karamani 88e, | [ Rapport match 22 ] |
| 22 avril 1964   | 23e journée | USM Blida         | Stade Zouraghi (Blida)             | 1-0      | -                               | [ Rapport match 23 ] |
| 26 avril 1964   | 24e journée | NA Hussein Dey    | Stade Oukil-Ramdane (Tizi Ouzou)   | 2-1      | Tarmine 5e et 20e               | [ Rapport match 24 ] |
| 3 mai 1964      | 25e journée | OM Ruisseau       | Stade Oukil-Ramdane (Tizi Ouzou)   | 0-0      | -                               | [ Rapport match 25 ] |
| 10 mai 1964     | 26e journée | RC Arbaa          | Stade Oukil-Ramdane (Tizi Ouzou)   | 3-1      | ??                              | [ Rapport match 26 ] |
| 21 mai 1964     | 27e journée | JS El Biar        | Stade Abderrahmane-Ibrir (Alger)   | 3-0      | -                               | [ Rapport match 27 ] |
| 24 mai 1964     | 28e journée | MC Alger          | Stade Omar-Hamadi (Alger)          | 2-0      | -                               | [ Rapport match 28 ] |
| 30 mai 1964     | 29e journée | USM Maison-Carrée | Stade du 1er-Novembre-1954 (Alger) | 1-1      | Karamani 80e                    | [ Rapport match 29 ] |
| 7 juin 1964     | 30e journée | Stade Guyotville  | Stade Oukil-Ramdane (Tizi Ouzou)   | 4-0      | El Kolli et , Ouahabi et        | [ Rapport match 30 ] |

### Classement final
Le classement est établi sur le même barème de points que durant l'époque coloniale, c'est-à-dire qu'une victoire vaut trois points, un match nul deux points et défaite à un point.
| Rang | Équipe            | Pts | J  | G  | N  | P  | Bp | Bc | GA    |
| ---- | ----------------- | --- | -- | -- | -- | -- | -- | -- | ----- |
| 1    | NA Hussein Dey    | 75  | 30 | 19 | 7  | 4  | 72 | 29 | 2,483 |
| 2    | CR Belcourt       | 75  | 30 | 19 | 7  | 4  | 72 | 24 | 3     |
| 3    | USM Alger         | 74  | 30 | 19 | 6  | 5  | 69 | 23 | 3     |
| 4    | USM Blida         | 72  | 30 | 18 | 6  | 6  | 46 | 28 | 1,643 |
| 5    | MC Alger          | 71  | 30 | 18 | 5  | 7  | 52 | 28 | 1,857 |
| 6    | OM Ruisseau       | 67  | 30 | 15 | 7  | 8  | 46 | 39 | 1,179 |
| 7    | WA Boufarik       | 64  | 30 | 14 | 6  | 10 | 47 | 38 | 1,237 |
| 8    | JS Kabylie        | 61  | 30 | 10 | 11 | 9  | 32 | 36 | 0,889 |
| 9    | JS El Biar        | 59  | 30 | 11 | 7  | 12 | 44 | 43 | 1,023 |
| 10   | USM Maison-Carrée | 59  | 30 | 9  | 11 | 10 | 40 | 41 | 0,976 |
| 11   | OM Saint-Eugène   | 57  | 30 | 8  | 10 | 12 | 31 | 43 | 0,721 |
| 12   | AS Orléansville   | 52  | 30 | 7  | 8  | 15 | 20 | 53 | 0,377 |
| 13   | ASPTT Alger       | 48  | 30 | 5  | 8  | 17 | 28 | 64 | 0,438 |
| 14   | USM Marengo       | 45  | 30 | 6  | 3  | 21 | 21 |    |       |
| 15   | RC Arba           | 40  | 30 | 1  | 8  | 21 | 27 | 74 | 0,365 |
| 16   | S. Guyotville     | 39  | 30 | 2  | 5  | 23 | 16 | 82 | 0,195 |

Tournoi national final
Promotions
Barrage

## Buteurs
| Joueurs   | Championnat | Coupe d'Algérie | Total |
| --------- | ----------- | --------------- | ----- |
| El Kolli  | 5           | 0               | 5     |
| Ouahabi   | 4           | 0               | 4     |
| Lahari    | 3           | 0               | 3     |
| Karamani  | 3           | 0               | 3     |
| Kouffi    | 2           | 0               | 2     |
| Moussa    | 2           | 0               | 2     |
| Hannachi  | 2           | 0               | 2     |
| Khalfi    | 2           | 0               | 2     |
| Tarmine   | 2           | 0               | 2     |
| Zeghdoud  | 1           | 0               | 1     |
| Merad     | 1           | 0               | 1     |
| Haouchine | 1           | 0               | 1     |
| Djezzar   | 1           | 0               | 1     |
| Total     | 29          | 0               | 29    |

## Voir également
- Jeunesse sportive de Kabylie